# Ratko Radovanović
Ratko „Raša” Radovanović (cyr. Ратко Радовановић, ur. 6 października 1956 w Nevesinju) – serbski, koszykarz występujący na pozycji środkowego, reprezentant Jugosławii, posiadający także bośniackie obywatelstwo, mistrz olimpijski, świata i Europy.

## Osiągnięcia
Na podstawie, o ile nie zaznaczono inaczej.

### Drużynowe
- Mistrz Jugosławii (1978, 1980, 1983)
- Zdobywca pucharu:
  - Europy Mistrzów Krajowych (1979)
  - Jugosławii (1978)
- Finalista pucharu:
  - Jugosławii (1980)
  - Federacji Francji (1984, 1985)

### Indywidualne
- Uczestnik meczu gwiazd FIBA (1979)

### Reprezentacja
- Mistrz:
  - igrzysk:
    - olimpijskich (1980)[3][4][5]
    - śródziemnomorskich (1975)

  - świata (1978)[6]
  - Europy (1977)[7]
- Wicemistrz:
  - Europy (1981)[8]
  - igrzysk śródziemnomorskich (1979)
- Brązowy medalista:
  - igrzysk olimpijskich (1984)[3][9][5]
  - mistrzostw:
    - świata (1982, 1986)[10][11]
    - Europy (1979, 1987)[12][13]
- Uczestnik mistrzostw Europy (1977, 1979, 1981, 1983 – 7. miejsce, 1987)[14]

Młodzieżowa
- Mistrz Europy U–18 (1974)[15]
- Brązowy medalista mistrzostw Europy U–16 (1973)[16]